# 2016 en Iran
Cet article présente les faits marquants de l'année 2016 en Iran.

## Évènements
- 2 janvier : attaque contre l'ambassade saoudienne à Téhéran.
- 26 février : élections législatives et élection de l'Assemblée des experts.
- 29 avril : second tour des élections législatives, les réformateurs et les conservateurs modérés obtiennent ensemble une majorité absolue des sièges.
- 25 novembre : une collision entre deux trains dans la province de Semnan fait au moins 43 morts[1].